# Нойлусхайм
Нойлусхайм (нем. Neulußheim) — община в Германии, в земле Баден-Вюртемберг. 
Подчиняется административному округу Карлсруэ. Входит в состав района Рейн-Неккар.  Население составляет 6626 человек (на 31 декабря 2010 года). Занимает площадь 3,39 км².

## Фотографии

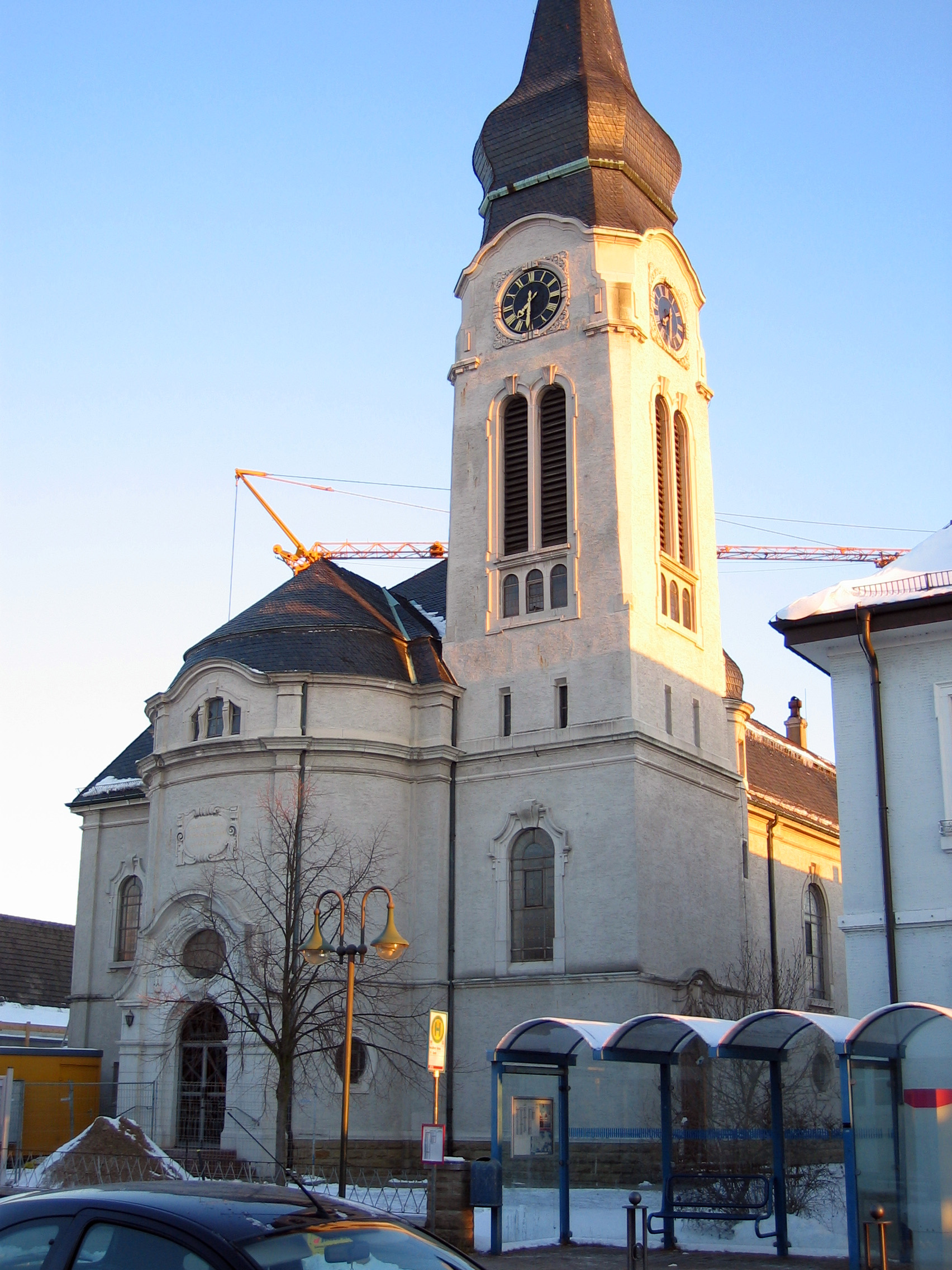
Церковь
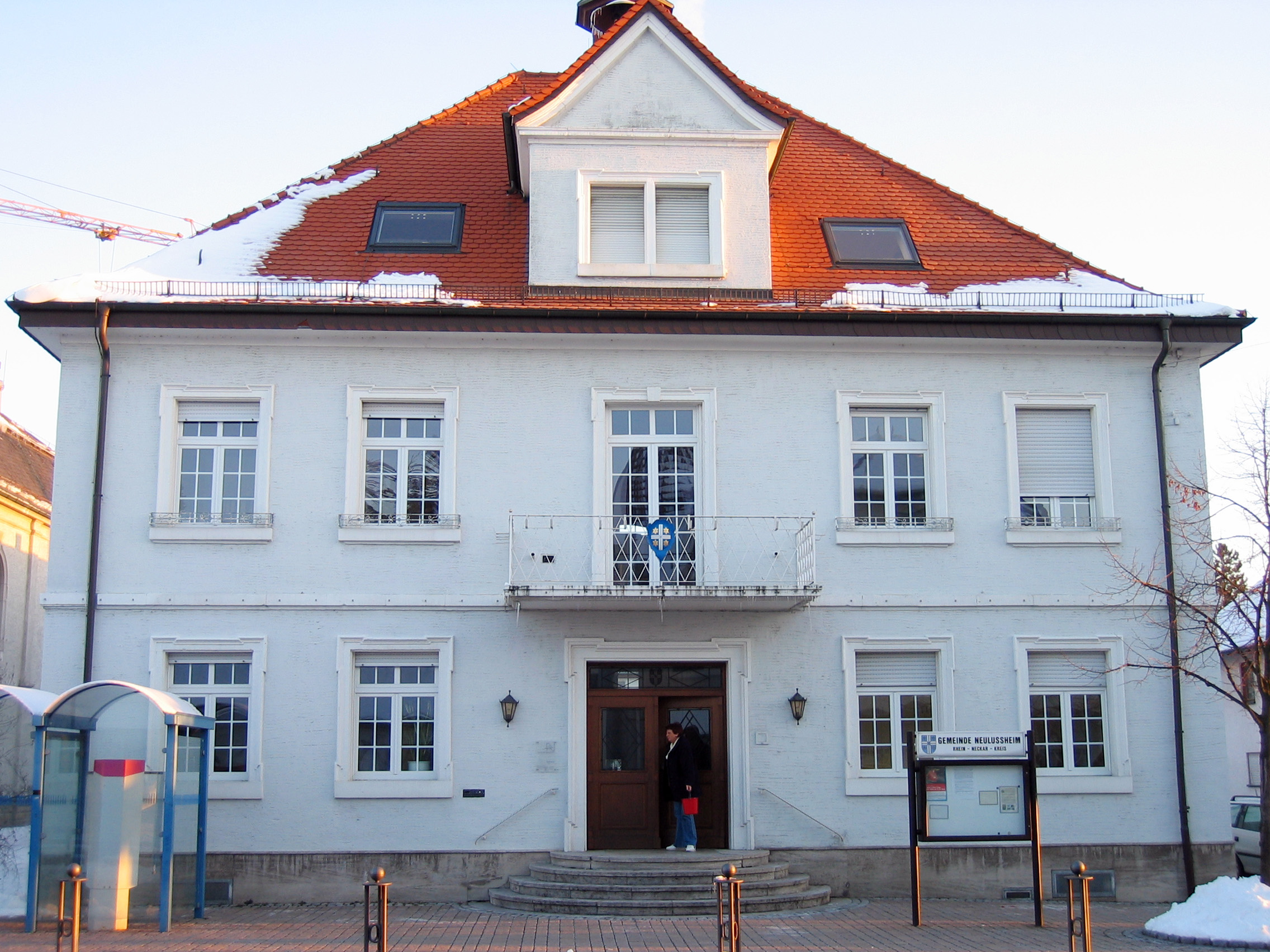
Ратуша
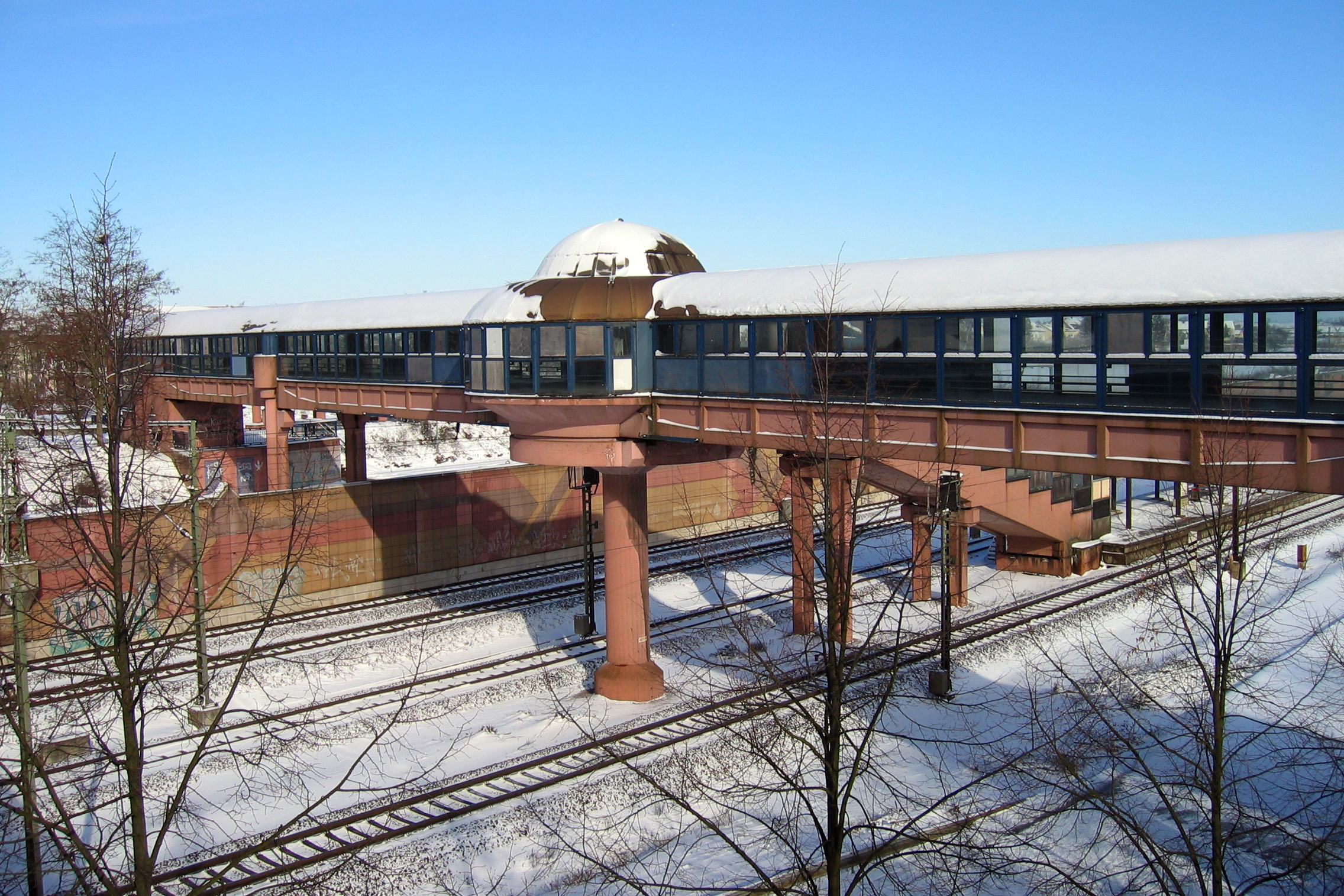
Вокзал